# Radko-Stöckl-Schule
Die Radko-Stöckl-Schule (kurz: RSS) ist eine berufliche Schule des Schwalm-Eder-Kreises in Melsungen. Oberstudiendirektor Markus Gille ist Schulleiter der RSS. Die Schule ist Mitglied im Schulverbund Melsungen.

## Geschichte
Der erste Unterricht der 1830 genehmigten Handwerksschule fand 1837 mit rund 100 Schülern statt. Die damalige Handwerksschule entwickelte sich immer weiter zu einer größeren Bildungseinrichtung im damaligen Landkreis Melsungen. Eine kaufmännische Fortbildungsschule wurde 1910 eingerichtet. Durch Zusammenführung kleinerer Berufsschulen mit der Handwerksschule Melsungen entstand 1937 die Kreisberufsschule Melsungen. 1945 konnte nach dem Ende des Zweiten Weltkrieges nur in einer Baracke Unterricht gegeben werden. Im Laufe des Jahres konnte man in Räume des damaligen Realgymnasiums umziehen, es blieb allerdings bei einer Platznot. 1971 entschloss man sich, das heutige Gebäude zu errichten. Im selben Jahr konnte das neu errichtete Berufliche Schulzentrum, wie es damals genannt wurde, dort einziehen. Kurz nach Radko Stöckls Tod entschloss man sich, das Berufliche Schulzentrum in Radko-Stöckl-Schule umzubenennen. Stöckl war lange Jahre Leiter der Schule, sein Verdienst um die Schule wurde damit gewürdigt. Im Jahre 2002 konnte dann ein Anbau an das bestehende Schulgebäude bezogen werden.
Neben der schulischen Ausbildung von verschiedenen Ausbildungsberufen bietet die RSS unter anderem den Besuch Fachoberschule an. Die Höhere Handelsschule sowie die Berufsfachschule können ebenfalls besucht werden.

## Besonderheiten
- In Zusammenarbeit mit der B. Braun Melsungen AG betreibt die RSS das Programm Perspektive Plus. Dort können Schüler in einem Jahr sich beruflich sowie schulisch weiterbilden. Den beruflichen Teil übernimmt B. Braun, den schulischen die RSS.
- Seit 2003 kann der Europäische Computerführerschein an der RSS erworben werden.
- Seit mehreren Jahren ist die RSS eine Umweltschule.
- Jährlich wird ein Tag der Offenen Schultür veranstaltet, bei dem sich die Schule präsentieren kann.
- Für verschiedene Projekte, besonders im technischen Bereich, erhielt die RSS Auszeichnungen und Preise.